# Wegekreuz in der Mühle

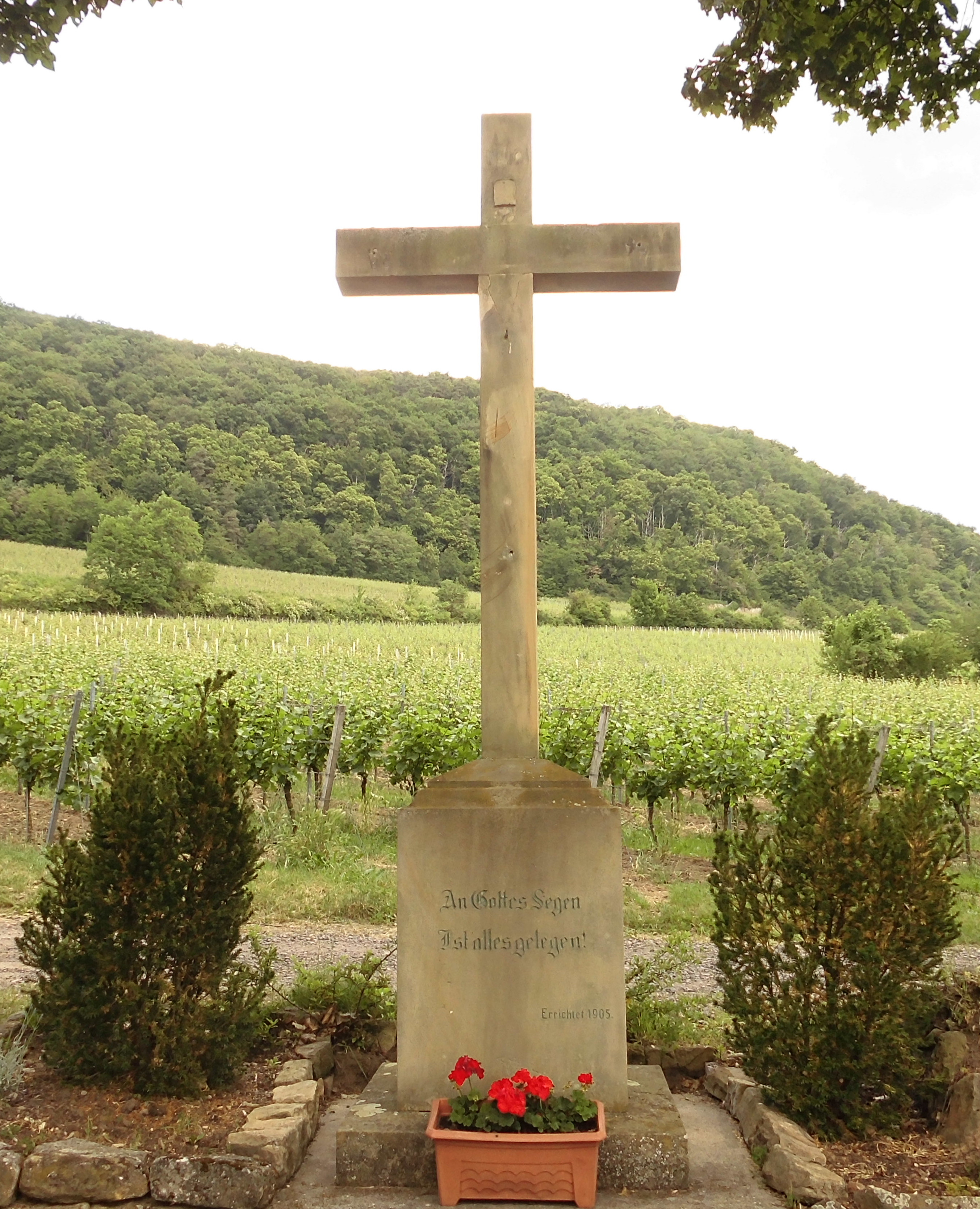
Wegekreuz in der Mühle

Das Wegekreuz in der Mühle auf der Gemarkung der pfälzischen Kleinstadt Deidesheim ist ein Flurkreuz, das nach dem Denkmalschutzgesetz des Landes Rheinland-Pfalz als Kulturdenkmal eingestuft ist.
Das Kreuz steht etwa 500 Meter südwestlich von Deidesheim in der Flur „In der Mühle“. Direkt vor dem Kreuz vorbei fließt der Weinbach, vor dem wiederum die Mühltalstraße verläuft. Einige Meter weiter Richtung Südwesten steht der Deidesheimer Hochbehälter.
Das Kreuz, aus Sandstein beschaffen, wurde 1905 aufgestellt. Es steht auf einem Sockel und ist wie dieser recht einfach gehalten. Der Sockel trägt folgende Inschrift:
An Gottes Segen

Ist alles gelegen!

Errichtet 1905.
Das Kreuz wurde von Josef Schreck, einem Lehrer aus Deidesheim, und seiner Frau Anna Dunkel gestiftet. Es ist 3,90 m, sein Sockel 1,40 m hoch. Der von der Generaldirektion Kulturelles Erbe Rheinland-Pfalz in seiner Objektbeschreibung genannte „Korpus in Blechhohlguss“ ist derzeit nicht mehr an dem Kreuz vorhanden.